# 장잉밍
장잉밍(章英明(장영명), 1912년 3월 23일 ~ 2011년 4월 24일)은 중화민국(타이완)의 전직 정치인(은퇴 경극배우 출신)이었다.

## 생애

### 주요 이력
1927년 경극배우 첫 데뷔하였으나 1940년 경극배우 은퇴하였다. 그 후 중화민국 광둥 성 영국령 홍콩 특별행정구에서 국민당 첩보원으로 활동하였으며 1946년 중화민국 타이완 성 타이베이로 건너갔다. 1956년 국민당 탈당을 한 후 1958년에는 결혼한지 14년여만에 이혼하였으며 1959년 일본으로 건너갔다.

### 이외 경력
- 중국국민당 당무위원